# Utah Jazz 1979-1980
La stagione 1979-80 degli Utah Jazz fu la 6ª nella NBA per la franchigia.
Gli Utah Jazz arrivarono quinti nella Midwest Division della Western Conference con un record di 24-58, non qualificandosi per i play-off.

## Roster
| N°    | Naz.                   | Ruolo | Sportivo         | Anno | Alt. | Peso |
| ----- | ---------------------- | ----- | ---------------- | ---- | ---- | ---- |
| 4     | Stati Uniti (bandiera) | GA    | Adrian Dantley   | 1956 | 196  | 94   |
| 5     | Stati Uniti (bandiera) | G     | Robert Smith     | 1955 | 180  | 75   |
| 7     | Stati Uniti (bandiera) | G     | Pete Maravich    | 1947 | 196  | 89   |
| 11    | Stati Uniti (bandiera) | AC    | James Hardy      | 1956 | 203  | 100  |
| 12    | Stati Uniti (bandiera) | G     | Brad Davis       | 1955 | 191  | 82   |
| 15    | Stati Uniti (bandiera) | G     | Andre Wakefield  | 1955 | 191  | 79   |
| 20    | Stati Uniti (bandiera) | G     | Duck Williams    | 1956 | 188  | 82   |
| 22    | Stati Uniti (bandiera) | A     | Bernard King     | 1958 | 201  | 93   |
| 24    | Stati Uniti (bandiera) | GA    | Ron Boone        | 1946 | 188  | 91   |
| 25    | Stati Uniti (bandiera) | GA    | Terry Furlow     | 1954 | 193  | 86   |
| 31    | Stati Uniti (bandiera) | A     | Paul Dawkins     | 1957 | 196  | 86   |
| 32-52 | Stati Uniti (bandiera) | A     | John Brown       | 1951 | 201  | 100  |
| 33    | Stati Uniti (bandiera) | AC    | Tom Boswell      | 1953 | 206  | 100  |
| 33    | Stati Uniti (bandiera) | G     | Mack Calvin      | 1947 | 183  | 75   |
| 33    | Stati Uniti (bandiera) | G     | Greg Deane       | 1957 | 193  | 86   |
| 40    | Stati Uniti (bandiera) | AC    | John Gianelli    | 1950 | 208  | 100  |
| 40    | Stati Uniti (bandiera) | AC    | Jerome Whitehead | 1956 | 208  | 100  |
| 44    | Stati Uniti (bandiera) | GA    | Allan Bristow    | 1951 | 201  | 95   |
| 50    | Stati Uniti (bandiera) | AC    | Ben Poquette     | 1955 | 206  | 107  |
| 51    | Stati Uniti (bandiera) | C     | Carl Kilpatrick  | 1956 | 208  | 104  |

## Staff tecnico
- Allenatore: Tom Nissalke
- Vice-allenatori: Bill Bertka, Gene Littles